# Santas Martas
Santas Martas ist ein Ort und eine nordspanische Gemeinde mit 752 Einwohnern (Stand: 2024) in der Provinz León und der Region Kastilien-León. Die Gemeinde besteht neben dem gleichnamigen Hauptort aus den Ortschaften Luengos, Malillos de los Oteros, Reliegos, Valdearcos und Villamarco.

## Lage und Klima
Santas Martas liegt etwa 27 Kilometer südöstlich von León im Nordwesten der Iberischen Meseta in einer Höhe von ca. 835 m. Im Gemeindegebiet befindet sich das Autobahnkreuz der Autovía A-60 mit der Autovía A-231 sowie der Flugplatz Villamarco für Ultraleichtflugzeuge.
Das Klima im Winter ist rau, im Sommer dagegen trocken und warm; der spärliche Regen (ca. 616 mm/Jahr) fällt überwiegend im Winterhalbjahr.

## Bevölkerungsentwicklung
| Jahr      | 1970 | 1981 | 1991 | 2001 | 2011 | 2021 |
| Einwohner | 1530 | 1220 | 961  | 852  | 725  | 753  |

Aufgrund der durch die Mechanisierung der Landwirtschaft und der Aufgabe von bäuerlichen Kleinbetrieben ausgelösten Landflucht ist die Bevölkerung des Dorfes seit der Mitte des 19. Jahrhunderts kontinuierlich gewachsen.

## Sehenswürdigkeiten
- Kirche von Santas Martas
- Jakobuskirche von Malillos de los Oteros

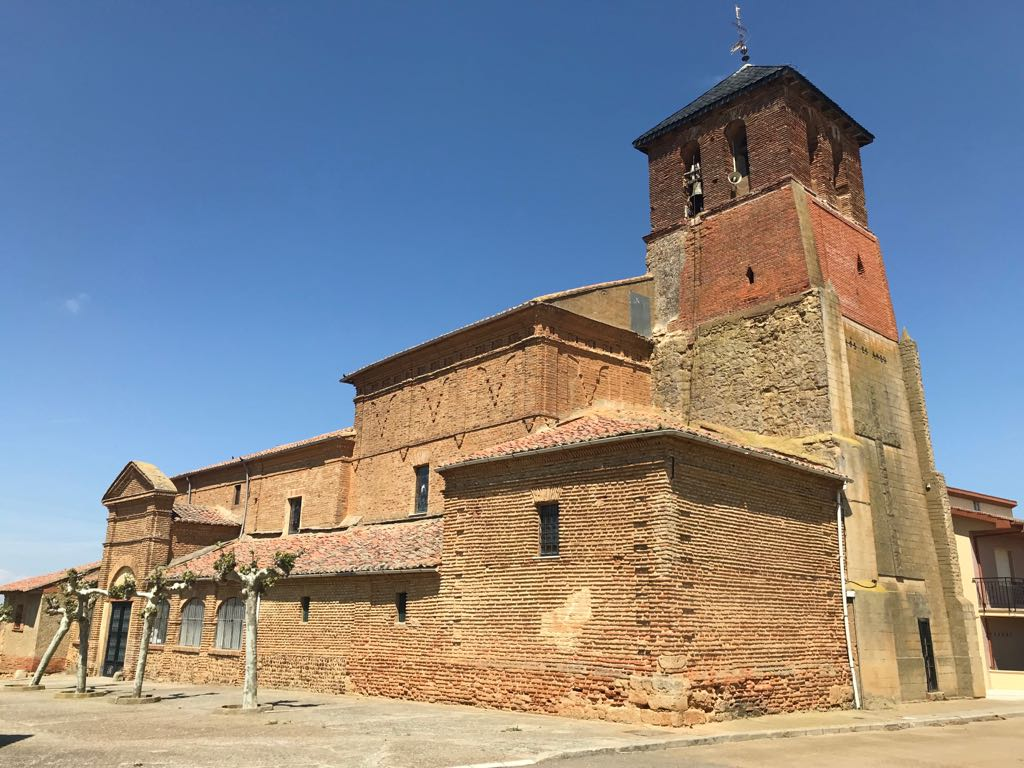
Kirche von Santas Martas
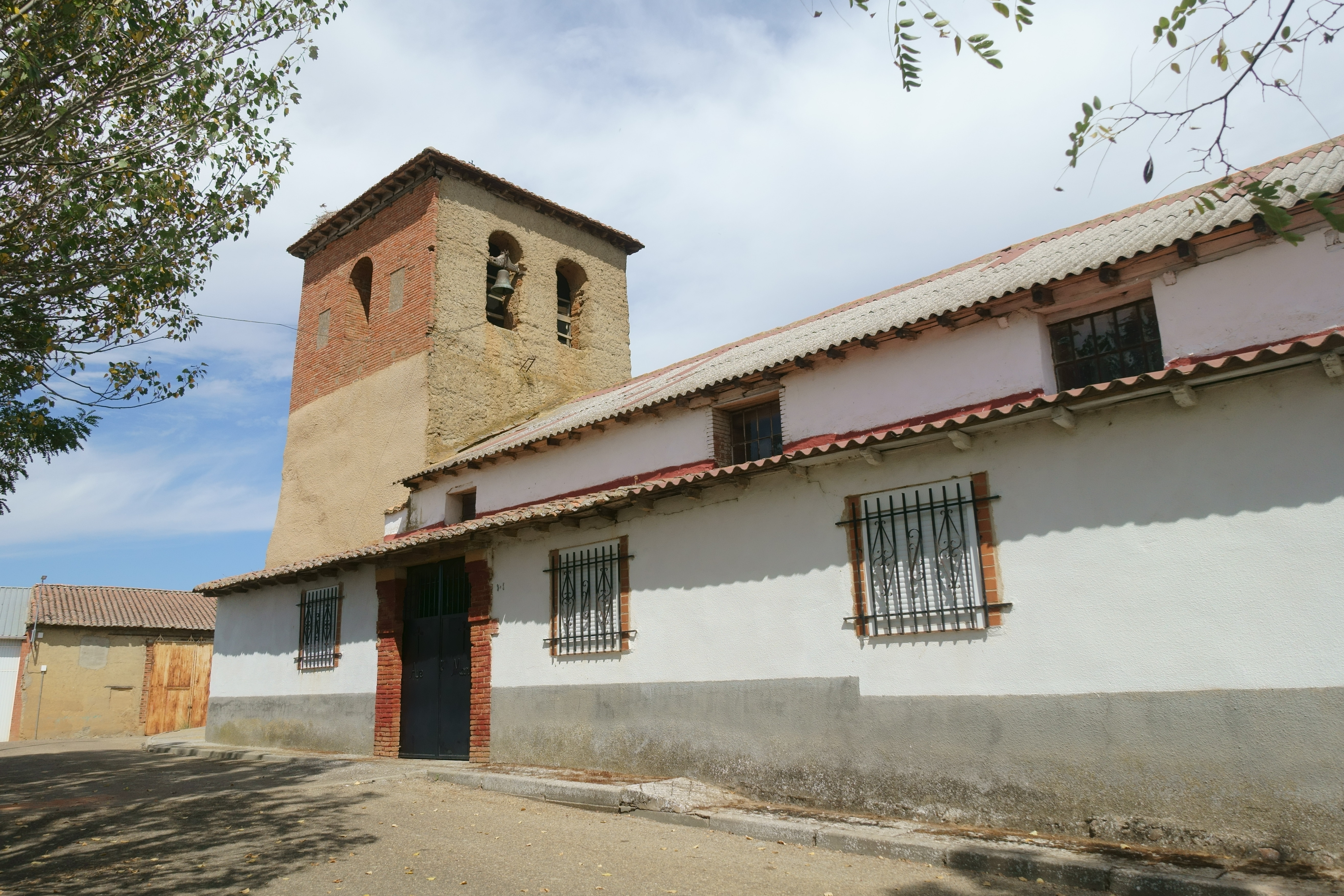
Jakobuskirche